# Dora Delbianco
Dora Delbianco (Pula, 1980.), hrvatska dramatičarka.

## Životopis
Diplomirala je 2005. dramaturgiju na Akademiji dramske umjetnosti u Zagrebu. Kao dramaturginja radila je na predstavama u kazalištima HNK Zagreb, GDK Gavella, Istarsko narodno kazalište (Pula), HNK Ivana pl. Zajca (Rijeka) i drugima. Kao dramatičarka debitira 2003. komedijom Motel Mrak u režiji Marice Grgurinović i izvedbi Kazališta Komedija. Bila je scenaristica popularnih TV-serija Luda kuća (HRT), Ne daj se, Nina (RTL Televizija) i Bibin svijet (RTL Televizija). Živi i radi u Zagrebu. 
Od 2012. godine zaposlena je kao kućni dramaturg u Satiričkom kazalištu Kerempuh.

## Dramsko stvaralaštvo
Autorica je sljedećih drama: Kad je stao svijet (Nagrada za dramsko djelo "Marin Držić" za 2016.), Pasivni otpor (izveden je 2013. na Sceni Grič u režiji Marija Kovača i produkciji kazališta Tvornica lutaka), Odron (izveden 2009. u emisiji Radio igra na Trećem programu Hrvatskoga radija u režiji Jasne Mesarić; 2010. Narodnom pozorištu u Beogradu u sklopu javnog čitanja Putevi savremene drame regiona u režiji Snežane Trišić te 2011. u HNK Ivana pl. Zajca (Rijeka), također javno čitanje u režiji Saše Broz), Epitaf (objavljen u broju 3/2006. u Sceni - časopisu za pozorišnu umetnost u izdanju Sterijinog pozorja; 2007. ima praizvedbu u kazalištu Komedija u režiji Damira Lončara; 2007. izveden je u Bosanskom narodnom pozorištu u Zenici u režiji Slađane Kilibarde; 2008. izvodi ga dramski studio Doma omladine u Kragujevcu u režiji Slavice Urošević; 2009. izvodi se u Torontu u Dobrovoljnom glumačkom društvu Polet u režiji Vojina Vasovića; 2016. igra se u Puls teatru u Lazarevcu u režiji Ksenije Krnajski; 2017. izvodi se na Kamernoj sceni Mika Antić u Senti u režiji Branka Vučetića; 2015. izvodi se na Pučkoj sceni u Hrvatskom seljačkom domu u režiji Ivana Bratkovića i u mnogim drugim kazalištima diljem regije), Motel Mrak (2003. izveden je u kazalištu Komedija u režiji Marice Grgurinović; 2016. na Pučkoj sceni u Hrvatskom seljačkom domu u režiji Ivana Bratkovića; 2016. ima premijeru u Hrvatskom domu Vukovar u režiji Dalibora Jurišića), Dirigent (objavljen je u književnom časopisu Nova Istra u broju 4/2001.; izveden 2002. unutar Međunarodne dramske kolonije u Motovunu Od teksta do predstave u režiji Želimira Mesarića; premijerno je emitiran 2002. u emisiji Radio igra na Trećem programu Hrvatskoga radija u režiji Vedrane Vrhovnik; praizveden je 2005. u Zelinskom amaterskom kazalištu (ZAmKa) u režiji Božidara Smiljanića; 2005. izveden je u Teatru &TD u režiji Jasmina Novljakovića), Don Juan u režiji Borisa Aleksejeviča Trigorina, Prokleti ne idu na Bali (praizveden 2004. u HNK Ivana pl. Zajca (Rijeka) u režiji Marice Grgurinović), Ništa osobno (emitirano 2012. u emisiji Radio igra na Trećem programu Hrvatskoga radija u režiji Dejana Šorka), Rupa (emitirano 11. 12. 2011. u emisiji Radio igra za djecu na Prvom programu Hrvatskoga radija u režiji Ranke Mesarić), Tko se boji straha još (izvedeno 2015. u režiji Marija Kovača i u produkciji kazališta Tvornica lutaka).     

## Dramaturški rad
Kao dramaturginja radila je u GDK Gavella na predstavi Sluškinje Jeana Geneta u režiji Damira Zlatara Freya, u Teatru &TD-u na predstavi Božanska glad prema romanu Slavenke Drakulić u režiji Damira Zlatara Freya te u INK (Pula) adaptira roman Fulvija Tomizze Posjetiteljica u režiiji Damira Zlatara Freya i u SNG-u Maribor na predstavi Tramvaj poželenje Tennesseeja Williamsa u režiji Damira Zlatara Freya. Za Kazalište Merlin adaptirala je pripovijetku Ivane Brlić Mažuranić Kako je Potjeh tražio istinu koja je izvedena preko 200 puta. 
2012. bila je dramaturg na predstavi Odisej Gorana Stefanovskog u režiji Aleksandra Popovskog i u koprodukciji Teatra Ulysses (Brijuni), GDK Gavella (Zagreb), SNG-a (Maribor), Atelje 212 (Beograd), Teatra na navigatorot (Skopje) i SNP-a (Novi Sad). 
Od 2012. u Satiričkom kazalištu Kerempuh radi na predstavama Gospođa Ministarka Branislava Nušića u režiji Olivera Frljića, Svećenikova djeca Mate Matišića u režiji Marija Kovača, Kod Martinovih u režiji Renate Carola Gatica, potpisuje adaptaciju za predstavu Živio Harms! Čuda postoje Daniila Harmsa u režiji Aleksandra Popovskog, dramaturg je na predstavama Jazavac u Kerempuhu u režiji Olivera Frljića, Političko vjenčanje Fadila Hadžića u režiji Borne Baletića, Maratonci trče počasni krug Dušana Kovačevića u režiji Ive Milošević, Zmaj Evgenija Švarca u režiji Aleksandra Popovskog, Jedan sluga, dva gospodara Richarda Beana u režiji Vite Taufera gdje prevodi i adaptira tekst, Audicija u režiji Andrása Urbána, Samoubojica Nikolaja Erdmana u režiji Vite Taufera i drugima.  
2016. adaptira tekst Tita Strozzija Igra u dvoje u režiji Saše Broz i u produkciji Histrona.
2019. napisala je adaptaciju romana Marka Twaina Kraljević i prosjak za INK (Pula), dječji dramski tekst Božićni kolačići Bake Mraz za Teatar Naranču u Puli i adaptaciju teksta Čarobnjakov učenik za Scenu Gorica.  
2022. adaptirala je roman Tajni dnevnik Adriana Molea za Gradsko kazalište Žar ptica u Zagrebu u režiji Saše Broz.

## Scenaristički rad
Kao scenaristica surađivala je s Hrvatskom radiotelevizijom na emisiji Žutokljunac i televizijskoj seriji Luda kuća i s RTL-om na televizijskoj seriji Bibin svijet te je autorica dvaju scenarija za Nagradu hrvatskog glumišta.
Napisala je scenarij za dugometražni igrani film prema romanu Sanje Polak Dnevnik Pauline P. u režiji Nevena Hitreca te scenarij za seriju Priče iz davnine prema životu i djelu Ivane Brlić-Mažuranić.

## Praizvedbe
- 2003. Motel Mrak, režija: Marica Grgurinović, GK Komedija, Zagreb
- 2004. Prokleti ne idu na Bali, režija: Marica Grgurinović, HNK Ivana pl. Zajca, Rijeka
- 2005. Dirigent, režija: Jasmin Novljaković, Teatar &TD, Zagreb
- 2007. Čekajući epitaf, režija: Damir Lončar, GK Komedija, Zagreb
- 2013. Pasivni otpor, režija: Mario Kovač, Tvornica lutaka, Zagreb
- 2022. Kad je stao svijet, režija: Vito Taufer, HNK Ivana pl. Zajca, Rijeka i Istarsko narodno kazalište, Pula
- 2024. Iza paravana, režija: Tihana Strmečki, KNAP, Zagreb